# Pisică siberiană
Pisica siberiană este un mamifer din familia felidelor, domesticit.
Pisica siberiană este o rasă nativă (varietate naturală) de pisici domestice veche de secole în Rusia, și recent crescută ca rasă oficială cu standarde acceptate la nivel mondial de la sfârșitul anilor 1980. Din 2006, rasa a fost recunoscută pentru înregistrare și statutul de campion în toate registrele majore de pisici.
Numele oficial al rasei este Pisica pădurii siberiene, dar este denumită în mod obișnuit pisica siberiană sau pisica siberiană.  În trecut, denumirile Moscova cu părul semilung și Rusă cu părul lung erau, de asemenea, uneori utilizate. Varianta colorpoint sau rasa înrudită, numită Neva Masquerade, este clasificată ca o rasă separată de pisici de către mai multe registre, inclusiv FIFe, WCF, și ACF. 
Rasa descinde dintr-o rasă veche, naturală din Siberia și este pisica națională a Rusiei. Deși inițial a fost o rasă Landrace, siberianii sunt crescuți selectiv și pedigree de către toate organizațiile majore de crescători și pasionați de pisici. Acest lucru înseamnă că toate pisicile siberiene sunt pisici de rasă pură cu ascendență înregistrată oficial. Este o rasă musculoasă de talie medie spre mare, cu o coadă pufoasă. 

## Descriere
Cunoscută ca un săritor extrem de agil, Siberianul este o pisică puternică și solid construită, cu membre posterioare puternice și labe mari, rotunjite. În ciuda oaselor masive, picioarele sunt relativ scurte. Coada lor pufoasă este de lungime medie și puțin mai scurtă decât lungimea trunchiului lor. Lungimea corpului lor variază de la medie la mare. Burta butoiului. Pieptul este voluminos. Impresia generală a corpului este de cercuri și rotunjimi. Postura poate fi comparată cu poziția caracteristică largă și robustă a unui buldog.
Siberianii au spatele ușor arcuit deoarece picioarele din spate sunt puțin mai lungi decât cele din față. Această formă și forță a picioarelor din spate contribuie la agilitatea lor incredibilă și le permite să sară excepțional de sus.
Siberianii se dezvoltă destul de lent, atingând maturitatea deplină în jurul vârstei de cinci ani. Femelele siberiene sunt mult mai mici decât masculii. Adulții cântăresc în medie de la 4,5 la 9 kilograme.